# 문화비축기지
문화비축기지(文化備蓄基地)는 서울특별시 마포구 상암동에 있는 옛 석유비축기지 자리에 만들어진 서울특별시 공립 문화공간이다. 
원래 1976년부터 1978년까지 건설된 5기의 석유 탱크가 있던 자리로, 2002년 FIFA 월드컵이 상암동 경기장에서 유치됨에 따라 2000년 안전문제를 이유로 폐쇄되어서 유휴지로 있었다가, 2013년 서울특별시 시민 공모전에서 문화예술 공간으로 재탄생시키기로 함에 따라 기존의 탱크들을 리모델링하여 2017년에 개장하였다.
한때 석유를 저장했던 탱크 5기를 문화예술 전시공간으로 리모델링하였으며 이 중 카페와 휴식공간으로 쓰이는 T6을 신설하였다.  

## 시설
- T1 : 파빌리온 (면적 : 554m2)
- T2 : 공연장 (면적 : 2,580m2)
- T3 : 탱크의 원형 (면적 : 1,046m2)
- T4 : 문화복합공간 (면적 : 1,228m2)
- T5 : 이야기관 (면적 : 1,228m2)
- T6 : 커뮤니티센터 (면적 : 2,948m2)
- 야외광장

## 주변 관광지
- 월드컵공원
- 서울월드컵경기장